# فینیکس رایت: وکیل تک
فینیکس رایت: وکیل تک (به انگلیسی: Phoenix Wright: Ace Attorney) یک بازی ماجراجویی است که توسط استودیو Capcom Production 4 ساخته و توسط Capcom منتشر شده‌است. این بازی در سال ۲۰۰۱ برای کنسول گیم بوی ادونس در ژاپن منتشر شد و به چندین سیستم عامل دیگر نیز راه یافت. نسخه ۲۰۰۵ نینتندو دی‌اس، با عنوان Gyakuten Saiban Yomigaeru Gyakuten در ژاپن، به زبان انگلیسی نیز ترجمه شد که اولین بار بود که بازی در آمریکای شمالی و اروپا منتشر می‌شود. فینیکس رایت: وکیل تک اولین ورودی مجموعه وکیل تک محسوب می‌شود. چندین دنباله و اسپین آف تولید شد، در حالی که این بازی بازسازی‌های بیشتری برای رایانه‌ها، کنسول‌های بازی و دستگاه‌های تلفن همراه دریافت کرد و به دیگر سیستم عامل‌ها راه یافت.
داستان دربارهٔ فینیکس رایت، یک وکیل مدافع تازه‌کار است که تلاش می‌کند موکلان خود را «بی گناه» معرفی کند. از جمله دیگر شخصیت‌ها شامل رئیس فینیکس، میا فی و دستیار او و خواهر میا، مایا است؛ همچنین دادستان مایلز اجورث نیز حضور دارد. بازیکن از طریق دو مکان، فینیکس را کنترل می‌کند: تحقیقات و دادگاه. در طول تحقیقات آنها اطلاعات و شواهد را جمع‌آوری می‌کنند. در طول دادگاه، آنها شاهدان را مورد بازجویی قرار می‌دهند و به سوالات قاضی، دادستان و شاهدان پاسخ می‌دهند. داستان به پنج پرونده قضائی تقسیم شده. پنجمین پرونده فقط در نسخه نینتندو دی‌اس وجود دارد که با صفحه لمسی بازی می‌شود و در نسخه اصلی گیم بوی ادونس موجود نیست.
یک تیم هفت نفره در طول ده ماه فینیکس رایت: وکیل تک را توسعه دادند و بازی توسط Shu Takumi نوشته و کارگردانی شد. در ابتدا قرار بود که بازی برای کسنول گیم بوی کالر منتشر شود و داستان دربارهٔ یک بازرس خصوصی باشد. بازی به صورت ساده طراحی شد؛ تاکومی می‌خواست بازی به اندازه ای بازی آسان باشد که حتی مادرش هم بتواند بازی کند. در حالی که نسخه اصلی در ژاپن روایت می‌شود، نسخه بومی شده برای غرب، بازی را در ایالات متحده روایت می‌کند. این مسئله هنگام محلی سازی بازی‌های بعدی مجموعه که در آن فرهنگ ژاپنی آشکارتر بود، به یک مشکل تبدیل شد.
به‌طور کلی، بازی با استقبال مثبت منتقدانی روبرو شد که داستان و شخصیت‌ها را تحسین کردند. فینیکس رایت: وکیل تک هم در ژاپن و هم در سطح بین‌المللی موفقیت تجاری داشته‌است. میزان فروش در آمریکای شمالی فراتر از انتظارات بود به طوری که پیدا کردن نسخه فیزیکی بازی در فروشگاه‌ها با کمی دشواری همراه شد. همچنین بازی باعث محبوب شدن رمان‌های تصویری در دنیای غرب نیز شد. یک مجموعه مانگا در سال ۲۰۰۶ منتشر شد، یک اقتباس سینمایی از این بازی با عنوان وکیل تک در سال ۲۰۱۲ به نمایش درآمد و یک اقتباس مجموعه انیمه در سال ۲۰۱۶ نیز پخش شد.